# Ma vie en vlog
Ma vie en vlog est un épisode de la série télévisée d'animation Les Simpson. Il s'agit du douzième épisode de la trente-quatrième saison et du 740e de la série.

## Réception
Lors de sa première diffusion, l'épisode a attiré 1,02 million de téléspectateurs.